# Corro, vuelo, me acelero
«Corro, vuelo, me acelero» es una canción interpretada por la banda mexicana Timbiriche donde la cantan todos los integrantes del grupo: Diego, Erik, Eduardo, Alix, Sasha y Paulina.

## Antecedentes y significado
Es el quintoo sencillo del álbum Timbiriche Rock Show, lanzado en febrero de 1986, la cual fue una canción considerada de buena calidad.
La canción trata acerca de la positividad y emoción de conocer a una persona que quiere y anhela ser más que un amigo para ella.

## Video
Al principio del video se muestra a Erik, Diego y Eduardo caminar por las calles mientras las chicas caminan, luego comienzan a cantar en una fiesta, al final terminan dando una pequeña presentación.

## Posicionamiento
| Listas                              | Posición |
| ----------------------------------- | -------- |
| Argentina Top 40                    | 1        |
| Perú Top 100                        | 1        |
| Colombia Top 100                    | 1        |
| Latinoamérica Top 100               | 1        |
| Ecuador Top 50                      | 1        |
| Iberoamérica Top 100                | 1        |
| Venezuela Top 40                    | 1        |
| México Top 100                      | 1        |
| España Hot 100                      | 1        |
| EE. UU. Billboard Latin Pop Airplay | 1        |

## Trascurso de la grabación
- Las canciones más reconocidas de la banda son interpretadas por los varones
- En el video tipo concierto, es uno de los últimos conciertos en los que aparece la cantante Mariana .

- Datos: Q132600802